# Élections régionales de 2022 en Schleswig-Holstein
Les élections régionales de 2022 en Schleswig-Holstein (en allemand : Landtagswahl im Schleswig-Holstein 2022) se tiennent le 8 mai 2022, afin d'élire les 69 députés de la 20e législature du Landtag, pour un mandat de cinq ans.
Après que la CDU du ministre-président, Daniel Günther, a raté la majorité absolue d'un siège, ce dernier tente de reformer sa coalition jamaïcaine avec les Grünen et le FDP. Il constitue finalement une coalition noire-verte avec les seuls écologistes.

## Contexte
À la suite des élections de 2017, le chrétien-démocrate Daniel Günther accède au pouvoir en formant une « coalition jamaïcaine » entre l'Union chrétienne-démocrate d'Allemagne (CDU), l'Alliance 90/Les Verts (Grünen) et le Parti libéral-démocrate (FDP).

## Mode de scrutin
Le Landtag est constitué de 69 députés (en allemand : Mitglied des Landtags, MdL), élus pour une législature de cinq ans au suffrage universel direct et suivant le scrutin proportionnel de Sainte-Lagüe par tous les résidents du land âgés d'au moins 16 ans.
Chaque électeur dispose de deux voix : la première (Erststimme) lui permet de voter pour un candidat de sa circonscription, selon les modalités du scrutin uninominal majoritaire à un tour, le land comptant un total de 35 circonscriptions ; la seconde (Zweitstimme) lui permet de voter en faveur d'une liste de candidats présentée par un parti au niveau du land.
Lors du dépouillement, l'intégralité des 69 sièges est répartie à la proportionnelle des secondes voix entre les partis ayant remporté au moins 5 % des suffrages exprimés (sauf le parti représentant la minorité danoise) ou une circonscription. Si un parti a remporté des mandats au scrutin uninominal, ses sièges sont d'abord pourvus par ceux-ci.
Dans le cas où un parti obtient plus de mandats au scrutin uninominal que la proportionnelle ne lui en attribue, il conserve ces mandats supplémentaires (Überhangmandat) et des mandats complémentaires (Ausgleichsmandat) sont attribués aux autres partis afin de rétablir une composition du Landtag proportionnelle aux secondes voix, tout en gardant un nombre impair le total de députés.

## Campagne
Le 15 août 2021, le bureau régional du Parti social-démocrate d'Allemagne (SPD) propose à l'unanimité l'investiture comme chef de file électoral Thomas Losse-Müller (de) — directeur de la chancellerie régionale sous le mandat de Torsten Albig et membre de l'Alliance 90/Les Verts (Grünen) jusqu'en 2020 — et non la présidente régionale et du groupe parlementaire au Landtag Serpil Midyatli, à l'origine de cette proposition. Un congrès ratifie ce choix le 5 février 2022 par 94 % des voix favorables, le candidat se trouvant connecté en visioconférence en raison d'un cas de Covid-19 dans son entourage.
La ministre régionale des Finances Monika Heinold et la vice-présidente du Landtag Aminata Touré annoncent le 3 novembre 2021 qu'elles seront le binôme de cheffes de file de l'Alliance 90/Les Verts (Grünen) pour l'élection de 2022. La Norddeutscher Rundfunk avait révélé une semaine auparavant que le parti écologiste envisageait effectivement de les investir pour conduire sa campagne électorale.
Le 20 novembre, l'assemblée des délégués du Parti libéral-démocrate (FDP) valide la proposition du président régional du parti et ministre des Affaires sociales Heiner Garg d'investir comme chef de file le ministre de l'Économie Bernd Buchholz (de) : sur les 199 membres de l'assemblée, 177 votent en faveur de cette option, 15 s'y opposent et sept s'abstiennent. Heiner Garg prend la lui la deuxième place sur la liste de candidats avec le soutien de 178 délégués.
Le 4 décembre, le président du groupe parlementaire de la Fédération des électeurs du Schleswig du Sud (SSW) Lars Harms (de) est désigné chef de file électoral du par les dirigeants du parti de la minorité danoise, qui lui accordent leur confiance à 95 %.
La conférence électorale de l'Alternative pour l'Allemagne (AfD), rassemblée à Elmshorn le 5 février 2022, choisit au deuxième tour de scrutin le député Jörg Nobis (de) comme chef de file, comme cinq ans plyus tôt, par 112 voix sur 200, après avoir éliminé au premier tour notamment le président du groupe parlementaire au Landtag.
Le 20 février, un congrès organisé en visioconférence par Die Linke place en tête de liste la porte-parole de la fédération régionale du parti, Susanne Spethmann.
Réunie en congrès le 5 mars à Neumünster, l'Union chrétienne-démocrate d'Allemagne (CDU) approuve à 91 % sa liste de candidats pour les élections, plaçant en première position son président régional et ministre-président sortant, Daniel Günther. Sur les 76 candidats, 39 sont des femmes.

### Principaux partis
| Parti | Parti                                                                              | Idéologie                                                                      | Chef de file                                 | Résultat en 2017           |
| ----- | ---------------------------------------------------------------------------------- | ------------------------------------------------------------------------------ | -------------------------------------------- | -------------------------- |
|       | Union chrétienne-démocrate d'Allemagne Christlich Demokratische Union Deutschlands | Centre droit Démocratie chrétienne, libéral-conservatisme                      | Daniel Günther (Ministre-président)          | 32,0 % des voix 25 députés |
|       | Parti social-démocrate d'Allemagne Sozialdemokratische Partei Deutschlands         | Centre gauche Social-démocratie, troisième voie, progressisme                  | Thomas Losse-Müller (de)                     | 27,2 % des voix 21 députés |
|       | Alliance 90/Les Verts Bündnis 90/Die Grünen                                        | Centre gauche Écologie politique, progressisme                                 | Monika Heinold et Aminata Touré              | 12,9 % des voix 10 députés |
|       | Parti libéral-démocrate Freie Demokratische Partei                                 | Centre droit à droite Libéralisme, libéralisme économique                      | Bernd Buchholz (de) (Ministre de l'Économie) | 11,5 % des voix 9 députés  |
|       | Alternative pour l'Allemagne Alternative für Deutschland                           | Droite à extrême droite Euroscepticisme, national-conservatisme, populisme     | Jörg Nobis (de)                              | 5,9 % des voix 5 députés   |
|       | Die Linke La Gauche                                                                | Extrême gauche à gauche Socialisme démocratique, anticapitalisme, populisme    | Susanne Spethmann                            | 3,8 % des voix 0 député    |
|       | Fédération des électeurs du Schleswig du Sud Südschleswigscher Wählerverband       | Centre gauche Défense de la minorité danoise, régionalisme, social-libéralisme | Lars Harms (de)                              | 3,3 % des voix 3 députés   |

### Sondages
| Institut                | Date       | CDU  | SPD    | Grünen | FDP    | Linke | SSW   | AfD   |
| ----------------------- | ---------- | ---- | ------ | ------ | ------ | ----- | ----- | ----- |
| Institut                | Date       |      |        |        |        |       |       |       |
| Forschungsgruppe Wahlen | 05/05/2022 | 38 % | 18 %   | 18 %   | 8 %    | –     | 6 %   | 6 %   |
| INSA                    | 03/05/2022 | 36 % | 20 %   | 16 %   | 9 %    | 3 %   | 5 %   | 6 %   |
| Forschungsgruppe Wahlen | 29/04/2022 | 38 % | 19 %   | 17 %   | 7 %    | 3 %   | 5 %   | 6 %   |
| Infratest dimap         | 28/04/2022 | 38 % | 19 %   | 16 %   | 9 %    | –     | 5 %   | 5 %   |
| Infratest dimap         | 21/04/2022 | 38 % | 20 %   | 16 %   | 9 %    | –     | 4 %   | 6 %   |
| Infratest dimap         | 31/03/2022 | 36 % | 20 %   | 18 %   | 8 %    | –     | 4 %   | 6 %   |
| INSA                    | 29/03/2022 | 28 % | 27 %   | 16 %   | 11 %   | 3 %   | 4 %   | 6 %   |
| Infratest dimap         | 10/03/2022 | 33 % | 20 %   | 20 %   | 9 %    | 3 %   | 4 %   | 6 %   |
| INSA                    | 02/02/2022 | 25 % | 28 %   | 15 %   | 12 %   | 4 %   | 3 %   | 7 %   |
| Infratest dimap         | 20/01/2022 | 28 % | 23 %   | 20 %   | 10 %   | 3 %   | 4 %   | 7 %   |
| INSA                    | 24/11/2021 | 21 % | 28 %   | 18 %   | 14 %   | 4 %   | 3 %   | 7 %   |
| Infratest dimap         | 28/05/2021 | 28 % | 15 %   | 27 %   | 11 %   | 4 %   | 3 %   | 6 %   |
| INSA                    | 19/05/2021 | 25 % | 21 %   | 27 %   | 11 %   | 3 %   | 3 %   | 6 %   |
| INSA                    | 25/11/2020 | 33 % | 20 %   | 24 %   | 8 %    | 3 %   | 3 %   | 6 %   |
| INSA                    | 28/01/2020 | 28 % | 20 %   | 26 %   | 9 %    | 3 %   | 3 %   | 7 %   |
| INSA                    | 08/02/2019 | 30 % | 20 %   | 22 %   | 9 %    | 5 %   | 3 %   | 7 %   |
|                         |            |      |        |        |        |       |       |       |
| Dernières élections     | 07/05/2017 | 32 % | 27,2 % | 12,9 % | 11,5 % | 3,8 % | 3,3 % | 5,9 % |

## Résultats

### Voix et sièges
|                          |                                                      |                                                      |                  |                  |                  |                  |           |       |       |        |              |               |
| Partis                   | Partis                                               | Partis                                               | Circonscriptions | Circonscriptions | Circonscriptions | Circonscriptions | Liste     | Liste | Liste | Liste  | Total sièges | +/−           |
| Partis                   | Partis                                               | Partis                                               | Votes            | %                | Sièges           | +/−              | Votes     | %     | +/−   | Sièges | Total sièges | +/−           |
|                          | Union chrétienne-démocrate d'Allemagne (CDU)         | Union chrétienne-démocrate d'Allemagne (CDU)         | 577 477          | 41,89            | 32               | 7                | 601 943   | 43,39 | 11,41 | 2      | 34           | 9             |
|                          | Alliance 90/Les Verts (Grünen)                       | Alliance 90/Les Verts (Grünen)                       | 260 081          | 18,87            | 3                | 3                | 254 124   | 18,32 | 5,42  | 11     | 14           | 4             |
|                          | Parti social-démocrate d'Allemagne (SPD)             | Parti social-démocrate d'Allemagne (SPD)             | 284 280          | 20,62            | 0                | 10               | 221 536   | 15,97 | 11,27 | 12     | 12           | 9             |
|                          | Parti libéral-démocrate (FDP)                        | Parti libéral-démocrate (FDP)                        | 84 492           | 6,13             | 0                | en stagnation    | 88 613    | 6,39  | 5,07  | 5      | 5            | 4             |
|                          | Fédération des électeurs du Schleswig du Sud (SSW)   | Fédération des électeurs du Schleswig du Sud (SSW)   | 48 551           | 3,52             | 0                | en stagnation    | 79 300    | 5,72  | 2,39  | 4      | 4            | 1             |
|                          | Alternative pour l'Allemagne (AfD)                   | Alternative pour l'Allemagne (AfD)                   | 62 410           | 4,53             | 0                | en stagnation    | 61 169    | 4,41  | 1,46  | 0      | 0            | 5             |
|                          | Die Linke (Linke)                                    | Die Linke (Linke)                                    | 29 694           | 2,15             | 0                | en stagnation    | 23 035    | 1,66  | 2,14  | 0      | 0            | en stagnation |
|                          | Parti des bases démocratiques d'Allemagne (dieBasis) | Parti des bases démocratiques d'Allemagne (dieBasis) | 9 669            | 0,70             | 0                | en stagnation    | 15 372    | 1,11  | Nv    | 0      | 0            | en stagnation |
|                          | Die PARTEI                                           | Die PARTEI                                           | 3 096            | 0,23             | 0                | en stagnation    | 10 282    | 0,74  | 0,18  | 0      | 0            | en stagnation |
|                          | Parti de protection des animaux (Tierschutz)         | Parti de protection des animaux (Tierschutz)         |                  |                  | 0                | en stagnation    | 10 213    | 0,74  | Nv    | 0      | 0            | en stagnation |
|                          | Électeurs libres (FW)                                | Électeurs libres (FW)                                | 13 811           | 1,00             | 0                | en stagnation    | 8 173     | 0,59  | 0,02  | 0      | 0            | en stagnation |
|                          | Autres                                               | Autres                                               | 5 043            | 0,37             |                  |                  | 13 606    | 0,98  |       |        |              |               |
|                          |                                                      |                                                      |                  |                  |                  |                  |           |       |       |        |              |               |
| Votes valides            | Votes valides                                        | Votes valides                                        | 1 378 604        | 98,68            |                  |                  | 1 387 366 | 99,31 |       |        |              |               |
| Votes blancs et nuls     | Votes blancs et nuls                                 | Votes blancs et nuls                                 | 18 385           | 1,32             | 9 623            | 0,69             |           |       |       |        |              |               |
| Total                    | Total                                                | Total                                                | 1 396 989        | 100              | 35               | en stagnation    | 1 396 989 | 100   | –     | 34     | 69           | 4             |
| Abstentions              | Abstentions                                          | Abstentions                                          | 917 456          | 39,64            |                  |                  | 917 456   | 39,64 |       |        |              |               |
| Inscrits / participation | Inscrits / participation                             | Inscrits / participation                             | 2 314 445        | 60,36            | 2 314 445        | 60,36            |           |       |       |        |              |               |

### Analyse sociologique
|                                |      |      |      |      |     |     |
| Sexe                           |      |      |      |      |     |     |
| Hommes                         | 42 % | 17 % | 16 % | 8 %  | 6 % | 6 % |
| Femmes                         | 45 % | 20 % | 16 % | 5 %  | 6 % | 3 % |
| Âge                            |      |      |      |      |     |     |
| Moins de 30 ans                | 24 % | 26 % | 13 % | 12 % | 7 % | 4 % |
| 30-44 ans                      | 38 % | 21 % | 14 % | 6 %  | 7 % | 7 % |
| 45-59 ans                      | 47 % | 18 % | 13 % | 6 %  | 6 % | 5 % |
| Plus de 60 ans                 | 50 % | 15 % | 20 % | 5 %  | 4 % | 3 % |
| Statut                         |      |      |      |      |     |     |
| Ouvrier                        | 45 % | 11 % | 19 % | 4 %  | 7 % | 7 % |
| Employé                        | 43 % | 20 % | 17 % | 6 %  | 6 % | 4 % |
| Fonctionnaire                  | 49 % | 19 % | 13 % | 7 %  | 5 % | 4 % |
| Indépendant                    | 49 % | 19 % | 8 %  | 10 % | 5 % | 5 % |
| Études                         |      |      |      |      |     |     |
| Hauptschulabschluss            | 50 % | 8 %  | 22 % | 5 %  | 6 % | 5 % |
| Mittlere Reife                 | 47 % | 14 % | 17 % | 6 %  | 6 % | 5 % |
| Abitur (baccalauréat)          | 37 % | 24 % | 14 % | 8 %  | 6 % | 4 % |
| Hochschulabschluss (supérieur) | 36 % | 29 % | 14 % | 8 %  | 4 % | 2 % |

### Conséquences
Trois jours après la tenue du scrutin, le ministre-président, Daniel Günther, déclare vouloir poursuivre la coalition jamaïcaine entre son Union chrétienne-démocrate (CDU), Les Verts (Grünen) et le Parti libéral (FDP). Il reçoit le soutien unanime de la convention chrétienne-démocrate spécialement convoquée à cet effet. Le 19 mai, à l'issue des entretiens exploratoires, les trois partis constatent l'absence d'entente pour poursuivre leur collaboration, étant donné que la CDU n'a besoin que d'un seul allié pour dépasser la majorité absolue, qu'elle n'a raté que d'un seul siège.
À l'issue d'une session de la direction chrétienne-démocrate, Daniel Günther propose le 23 mai d'ouvrir des négociations exclusives avec les écologistes, afin de constituer une coalition noire-verte. Celles-ci démarrent formellement deux jours plus tard à Kiel, avec l'objectif de former le futur gouvernement régional d'ici la fin du mois de juin. L'accord de coalition est scellé le 22 juin suivant, puis ratifié par les congrès deux partis cinq jours plus tard, avec trois abstentions parmi les chrétiens-démocrates, ainsi que quatre votre contre et cinq abstentions au sein des écologistes.
Le 29 juin, Daniel Günther est réélu ministre-président par le Landtag, par 47 voix pour et 15 contre, soit un suffrage de moins que le total de sa coalition. Il forme ensuite son second cabinet.